# Ревир (Массачусетс)
Ревир (англ. Revere) — город в округе Саффолк в штате Массачусетс в Соединённых Штатах Америки расположенный примерно в 5 милях (8 км) от центра Бостона.
По переписи 2020 года население города составляло 62 186 жителей.

## История
Основанный как Северный Челси (англ. North Chelsea), он был переименован в 1871 году в честь патриота Войны за независимость США Пола Ревира. 
Весной 1908 года после Великого пожара жители Ревира приютили сотни потерявших кров семей из Челси.
В 1914 году население Ревира проголосовало за то, чтобы стать городом, и был включен в качестве города с инаугурацией его первого мэра 4 января 1915 года.